# Tribrachidium heraldicum
Tribrachidium heraldicum és un enigmàtic fòssil de la fauna de l'Ediacarià descrit per Glaessner el 1959. Se n'han trobat restes fòssils a Austràlia i Rússia. Era rodó i presentava simetria triradial. Principalment, es caracteritzava per ser tou i tenir una forma de cercles i ratlles corbades en el nucli exterior del seu cos. No pot incloure's en cap dels embrancaments animals coneguts en l'actualitat.